# Vintervägatjärnen (Lycksele socken, Lappland, 720500-162677)
Vintervägatjärnen är en sjö i Lycksele kommun i Lappland och ingår i Umeälvens huvudavrinningsområde.